# Gluviopsinae
Sous-famille
Les Gluviopsinae sont une sous-famille de solifuges de la famille des Daesiidae.

## Distribution
Les espèces de cette sous-famille se rencontrent en Grèce, en Azerbaïdjan, au Moyen-Orient, en Afrique du Nord, en Afrique de l'Est, en Asie centrale et en Asie du Sud.

## Liste des genres
Selon Solifuges of the World (version 1.0) :
- Gluviopsida Roewer, 1933
- Gluviopsilla Roewer, 1933
- Gluviopsis Kraepelin, 1899
- Gluviopsona Roewer, 1933

## Publication originale
- Roewer, 1933 : Solifuga, Palpigrada. Dr. H.G. Bronn's Klassen und Ordnungen des Thier-Reichs, wissenschaftlich dargestellt in Wort und Bild. Akademische Verlagsgesellschaft M. B. H., Leipzig. Fünfter Band: Arthropoda; IV. Abeitlung: Arachnoidea und kleinere ihnen nahegestellte Arthropodengruppen, vol. 2/3, p. 161–480 (texte intégral).